# Флейтистовые
Флейтистовые (лат. Cinclosomatidae) — семейство воробьиных птиц, включающее 12 видов в 2 родах. Распространено в Австралии и ближайших к ней районах. Семейство имеет сложную таксономическую историю, а различные авторы расходятся во мнении, каких птиц в него включать. По крайней мере, оно включает в себя 8 видов пёстрых флейтистов (Cinclosoma), обитающих в Австралии и Новой Гвинее. 4 вида цветных флейтистов (Ptilorrhoa), обитающие в тропических лесах Новой Гвинеи, похоже, также принадлежат этому семейству. В это семейство также входят птицы-бичи (Psophodes) и зелёные флейтисты (Androphobus). Ранее к флейтистовым относили Eupetes macrocerus, но теперь его выделяют в особое семейство Eupetidae. Существует мнение,[кто?] что роды этого семейства не являются близкими родственниками, а семейство подлежит расформированию. 

## Таксономия
Зелёные, пёстрые и цветные флейтисты, а также птицы-бичи вместе с чаучиллами традиционно включались в семейство флейтистовых. Иногда в состав семейства включались синешапочная ифрита (Ifrita kowaldi) и флейтист-пастушок (Eupetes macrocerus). В 1985 году Сибли и Алквист обнаружили, что чаучиллы не являются родственниками вышеупомянутых родов, и в семейство флейтистовых были включены только чаучиллы. Остальные рода они рассматривали в качестве подсемейства Cinclosomatinae внутри широкого семейства врановых.
Ряд авторов позднее рассматривали зелёных флейтистов и их родственников в качестве семейства Cinclosomatidae, название которого впервые было предложено Грегори Мэтьюзом в 1921-1922 годах. Однако, если в семейство включать птиц-бичей, то приоритетным станет ранее название Psophodidae. Если в семейство ещё включить флейтиста-пастушка, то приоритетным станет название Eupetidae.
В настоящее время исследования показывают, что флейтист-пастушок не является близким родственником упомянутых птиц, вероятно являясь ранним ответвлением певчих воробьиных. Другое исследование показало, что цветные и пёстрые флейтисты являются близкими родственниками, но не выявило это у синешапочной ифриты и птиц-бичей.

## Описание
Пёстрые и цветные флейтисты - певчие птицы среднего размера, 17-28 см в длину. У них крепкие ноги и клювы. Самцы и самки часто отличаются цветом оперения. У пёстрых флейтистов верхняя часть туловища в основном имеет бурую окраску, меняющуюся по мере приближения к земле для обеспечения маскировки, а нижняя - сильно заметную чёрно-белую. У цветных флейтистов, как правило, большая часть оперения имеет синюю окраску. У большинства видов характерные, громкие песни. Птицы-бичи и зелёные флейтисты 19-31 см в длину. Они в основном оливково-зелёного или бурого цвета и имеют хохолок.

## Распространение и среда обитания
Цветные флейтисты обитают в Новой Гвинее и на соседних островах Йапен, Батанта, Мисоол и Салавати. Как правило, они встречаются в лесу, отличаясь друг от друга на разных высотах. Желтоглазый пёстрый флейтист также встречается в лесах Новой Гвинеи. Ареал остальных пёстрых флейтистов ограничен Австралией, где они водятся в засушливых районах, встречаясь на открытых лесах, в кустарниках и на каменистой почве. Считается, что ни один из видов не находится в положении, близком к уязвимому, однако один из подвидов синегрудого пёстрого флейтиста возможно вымер.
Все птицы-бичи и зелёный флейтист обитают в Австралии, встречаясь в различных ареалах от тропических лесов до сухих кустарников. считается, что западные птицы-бичи находятся в положении, близком к уязвимому из-за потери среды обитания и пожаров, в то время как зелёный флейтист является видом, для оценки угрозы которого не достаточно данных.

## Поведение
Представители семейства являются наземными птицами, которые довольно плохо летают, предпочитая в случае опасности припадать к земле или убегать. Птицы добывают корм на земле, питаясь в основном насекомыми и другими беспозвоночными. В пустыне пёстрые флейтисты также питаются семенами. В кустарниках или на земле птицы строят чашеобразные гнезда, куда откладывают два или три яйца.

## Рода
Название приведены по Бёме и Флинту:
- Пёстрые флейтисты (Cinclosoma Vigors & Horsfield, 1827)
  - Желтоглазый пёстрый флейтист (Cinclosoma ajax)
  - Cinclosoma alisteri
  - Cinclosoma castaneothorax
  - Красноспинный пёстрый флейтист (Cinclosoma castanotum)
  - Каштановый пёстрый флейтист (Cinclosoma cinnamomeum)
  - Cinclosoma clarum
  - Cinclosoma marginatum
  - Синегрудый пёстрый флейтист (Cinclosoma punctatum)
- Цветные флейтисты (Ptilorrhoa J.L. Peters, 1940)
  - Синий цветной флейтист (Ptilorrhoa caerulescens)
  - Ptilorrhoa caerulescens geislerorum
  - Красно-синий цветной флейтист (Ptilorrhoa castanonota)
  - Пятнистый цветной флейтист (Ptilorrhoa leucosticta)

Если в семейство будут включены следующие рода, то оно будет называться Psophodidae:
- Зелёные флейтисты (Androphobus Hartert & Paludan, 1934)
  - Зелёный флейтист (Androphobus viridis)
- Птицы-бичи (Psophodes Vigors & Horsfield, 1827)
  - Psophodes cristatus
  - Западная птица-бич (Psophodes nigrogularis)
  - Psophodes occidentalis
  - Восточная птица-бич (Psophodes olivaceus)